# Familiarité
 (mars 2025).
La familiarité (en hongrois Familiaritás) est une institution du royaume de Hongrie né au début du XIIIe siècle et proche du système féodal, avec un aristocrate (dominus) prenant des personnes (familiares) à son service (familia). Les Familiers prêtent serment de fidélité et sont payés par leur maître. La Familiarité diffère des relations féodales occidentales principalement par le fait qu'elles pouvaient être résolues par les deux parties et n'étaient pas héréditaires. Les Familiers gèrent les domaines de leurs maîtres et font partie de leurs partisans armés. Les aristocrates préféraient choisir leurs familiers parmi la petite noblesse par ce qu'elle connaissait des conditions locales, jouissaient d'un certain prestige et possédaient également leurs propres biens pour garantir la propriété gérée des seigneurs.